# Nokia 1600
Nokia 1600 – telefon z serii N10. Cechuje się wielokolorowym wyświetlaczem oraz mówiącym zegarkiem i budzikiem.

## Funkcje dodatkowe
- budzik
- polifoniczne dzwonki klasy MP3
- zegar analogowy i cyfrowy do wyboru
- przypomnienia
- kalkulator
- polskie menu
- wymienne obudowy
- alarm wibracyjny
- kompozytor
- gry
- stoper
- minutnik